# Triangle de la gestió de projectes
El Triangle de la Gestió de Projectes (anomenat també Triple Restricció o el Triangle de Ferro) és un model de mostra la dependència entre les restriccions que limiten un projecte en la gestió de projectes. És un ajut gràfic on els tres atributs es dibuixen en les cantonades del triangle per mostrar l'oposició entre elles. És útil per ajudar amb intencionalment triar els biaixos del projecte, o l'anàlisi dels objectius d'un projecte. S'utilitza sovint per il·lustrar que l'èxit de la gestió del projecte es mesura per la capacitat de l'equip de projecte per gestionar el projecte, de manera que els resultats esperats són produïts en fer servir el temps i el cost.

## Exemple

El triangle del projecte com "escull dos qualsevol" Euler diagram.

Les tres restriccions d'un projecte Ràpid, Bo i Econòmic són interdependent. Ràpid es refereix al temps necessari per lliurar el producte, Bo és la qualitat del producte final, i Barat es refereix al cost total de disseny i la construcció del producte. Aquest triangle reflecteix el fet que no és possible optimitzar-les totes tres - una sempre patirà. En altres paraules, es tenen tres opcions:
- Treballar de forma ràpida i amb un alt nivell, però no serà barat.
- Treballar de forma ràpida i barata, però no s'obtindrà un resultat d'alta qualitat.
- Treballar bé i baix preu, però la feina requerirà molt de temps.

## Evolució del model de restriccions d'un projecte

El triangle de gestió de projectes

The Project Management Star per PMBOK

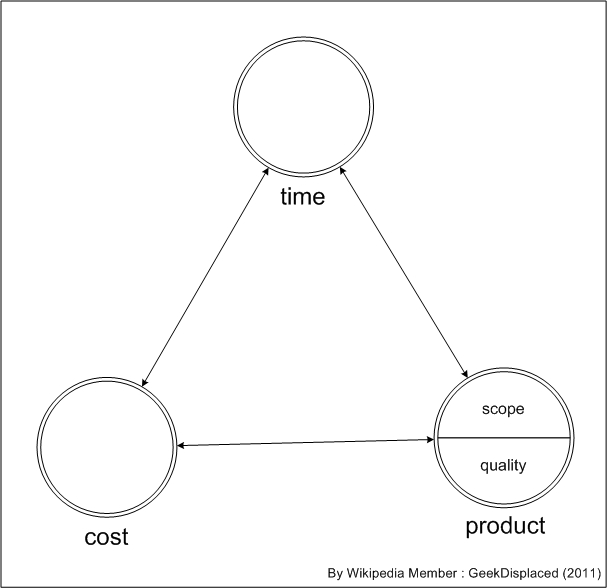
Interpretació del Model de Triangle

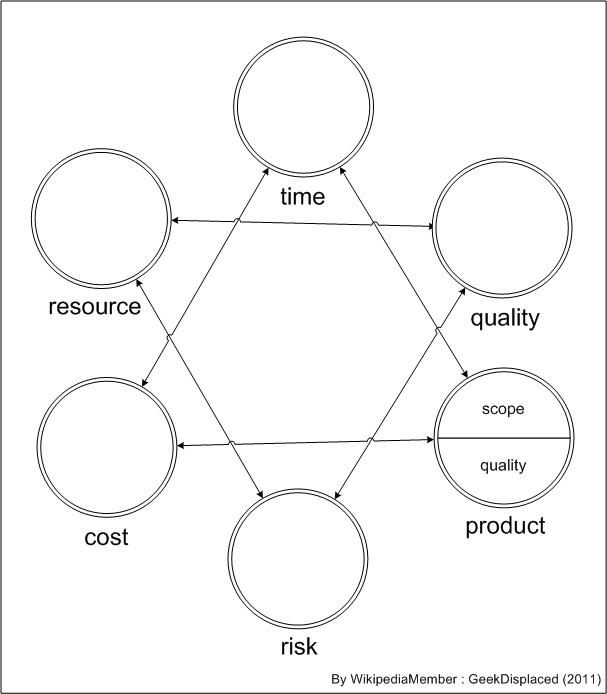
Interpretació del Model d'Estrella

Tradicionalment, el model de restricció de Projecte reconeix tres limitacions principals: "Cost", "Temps" i "Abast". Aquestes limitacions construir un triangle amb proporcions geomètriques que il·lustra la forta relació entre aquests tres factors interdependents. Si hi ha un requisit de canviar qualsevol d'aquests factors llavors almenys un dels altres factors també han de ser manipulats.
En l'acceptació general del model de triangle, "Cost" i "Temps" semblen estar representats de forma coherent. L"Abast", però sovint s'interpreta segons el context o la percepció que el projecte respectiu. "Àmbit d'aplicació" / "Objectiu" / "Productes" / "Lliurables" / "Qualitat" són termes relativament similars i exemples d'aquesta variació. Una altra de les Restriccions (segons el PMI): els "Recursos Humans" té una interpretació més estable.
Aquest ús generalitzat de les variacions implica un nivell d'ambigüitat porta el matís del terme tercera restricció i, per descomptat, un nivell de valor en la flexibilitat del model de triangle. Aquesta ambigüitat permet el focus borrosa entre la producció d'un projecte i procés del projecte, amb els termes de l'exemple anterior té un impuls potencialment diferents en els dos contextos. Tant el "Cost" i "Temps" representen les entrades del projecte de nivell superior.
El "Projecte Diamant" model engendra aquest enfocament borrós a través de la inclusió de "Abast" i "Qualitat" per separat com la "tercera" restricció. Mentre que hi ha mèrit en l'addició de la "qualitat" com un factor clau limitant, reconeixent la creixent maduresa de la gestió de projectes, aquest model encara no té claredat entre la producció i el procés. El model Diamond no capta l'analogia de la forta interrelació entre els punts dels triangles, però.
Més recentment, el Llibre de Coneixement de la Gestió de Projectes (Project Management Book Of Knowledge o PMBOK 4,0) ofereix un model evolucionat en funció de la triple restricció amb 6 factors a ser motoritzats i administrats. Això s'il·lustra com un estel de 6 puntes que manté la força de l'analogia triangle (dos triangles superposats), mentre que al mateix temps representa la separació i la relació entre les entrades del projecte / factors de sortides en un triangle i el projecte processos de factors, de l'altra.
PMBOK 4.0 6 variables de punt d'estrella:
- Triangle 1
  - Abast
  - Cost
  - Temps

- Triangle 2
  - Risc
  - Qualitat
  - Recursos

En considerar l'ambigüitat de la tercera restricció i els suggeriments del "Diamant Project", és possible considerar en canvi l'objectiu o producte del projecte en la tercera restricció, que es compon dels subfactors "Abast" i "Qualitat". En termes de producció d'un projecte alhora "Abast" i "Qualitat" es pot ajustar com a resultat d'una manipulació general de l'Objectiu / Producte. Aquesta interpretació inclou els quatre factors claus en les entrades triangle original / Full de sortides. Això fins i tot pot ser incorporat en l'Estrella de la PMBOK demostra que "Qualitat", en particular, poden ser controlats per separat en funció dels resultats del projecte i el procés. Arran d'aquest suggeriment, l'ús del terme "objectiu" pot representar millor les sortides originades per les iniciativa de canvi, mentre que el millor producte pot representar resultats més tangibles Brem.